# Pyrenecosa spinosa
Pyrenecosa spinosa är en spindelart som först beskrevs av Denis 1938.  Pyrenecosa spinosa ingår i släktet Pyrenecosa och familjen vargspindlar.
Artens utbredningsområde är Andorra. Inga underarter finns listade i Catalogue of Life.